# Mercury Cycling Team
Das Team Mercury Cycling Team (auch Mercury Cycling Team-Manheim Auctions und Mercury-Viatel) war ein US-amerikanisches Radsportteam, das von 1998 bis 2002 existierte. 
Von 1998 bis 2000 hatte es den Status GSII, 2001 GSI und 2002 GSIII. Gesponsert wurde das Team vom amerikanischen Autohersteller Mercury. Geleitet wurde das Team u. a. von Roy Knickman und Thurlow Rogers.

## Bekannte Fahrer
| - Léon van Bon (2001) - Baden Cooke (2000–2001) - Tom Danielson (2002) - Julian Dean (1998) - William Frischkorn (2000–2001) - Fabrizio Guidi (2001) - Chris Horner (2000–2001) | - Jans Koerts (2001) - Floyd Landis (1999–2001) - Peter Van Petegem (2001) - Pawel Tonkow (2001) - Henk Vogels (2000–2002) - Steve Zampieri (2000) |

## Größte Erfolge
- Paris–Nizza
  - 2001: 2. Etappe (Van Petegem), 3. Etappe (Koerts), 8. Etappe (Guidi)
- Tour de Romandie
  - 2001:  1. Etappe (Guidi)
- Critérium International
  - 2000: 1. Etappe (Gordon Fraser)
- Tour du Poitou-Charentes
  - 2000:  (Landis)